# 中华人民共和国国家情报法
中华人民共和国国家情报法是2017年6月27日由第十二届中华人民共和国全国人大常委会第二十八次会议审议通过的一项法律，2018年4月27日实施，该法宣称旨在“加强和保障国家情报工作，维护国家安全和利益”，由中央国家安全领导机构对国家情报工作实行统一领导。第十条写道，国家情报工作机构根据工作需要，依法使用必要的方式、手段和渠道，在境内外开展情报工作。第十四条，国家情报工作机构可以要求有关机关、组织和公民提供必要的支持、协助和配合。

## 争议
第七条“任何组织和公民都应当依法支持、协助和配合国家情报工作，保守所知悉的国家情报工作秘密”引发争议，美國國家反間諜與安全中心主任威廉·伊瓦尼娜因此警告企業，如果在中國開展業務，或在中國代表客戶處理美國外國投資委員會與中國有關的工作、處理關鍵技術領域的客戶或涉及中國的併購，很可能成為間諜的目標。
莫少平律师认为，公民不应该有帮助政府情报部门工作人员搜集情报的义务，中国《情报法》立法，存在问题。“你应该是专职的，你这个国家的情报机构，你这个国家的安全机构才有这个责任，承担搜集情报的主体，只应该是国家情报机构的人员，不能把他扩展到任何一个公民个人或者一个企业。他没有义务为你国家搜集情报。”此外，第七条引发了外界对中国政府可以要求华为与当局合作进行情报活动的担忧，加剧了他国企业对中国企业对不信任。
面对质疑，全国人大发言人张业遂认为：“国家情报法，是根据中华人民共和国宪法所制定的法律，主要目的是加强和保障中国的国家情报工作，维护中国的国家安全和利益，不是为了侵害他国的安全利益。”该法“同时也规定了国家情报工作应当依法进行、尊重和保障人权、维护个人和组织合法权益的义务。中国的其他法律对于保障公民和组织的合法权益，包括数据安全和隐私权利等也作了许多规定，这些规定都适用于国家情报工作。”